# Oliver Holzbecher
Oliver Holzbecher (* 5. September 1970 in West-Berlin) ist ein ehemaliger deutscher Fußballspieler.

## Vereinskarriere
Holzbecher spielte in der Jugend beim Berliner Verein SC Staaken. 1988 wechselte er in die A-Jugend von Hertha BSC. Noch in der gleichen Spielzeit debütierte er unter Werner Fuchs für die Herrenmannschaft in der 2. Bundesliga, als er am letzten Spieltag in der Schlussphase bei der Auswärtspartie gegen Fortuna Köln für Sven Kretschmer eingewechselt wurde. Während Hertha in der Spielzeit 1989/90 den Aufstieg in die Bundesliga schaffte, wurde er bei den Profis gar nicht eingesetzt und kam lediglich bei den Amateuren zum Einsatz. Als diese 1992/93 überraschend das Finale des DFB-Pokals erreichten, war er wichtiger Teil dieser Mannschaft und bestritt auch das letztlich mit 0:1 verlorene Endspiel gegen Bayer 04 Leverkusen. Erst zum Ende der Saison 1993/94 rückte Holzbecher wieder in das Blickfeld der Profis und bestritt sechs Partien, nachdem Karsten Heine das Traineramt übernommen hatte. 1994/95 setzte ihn Heine lediglich dreimal ein.
Anschließend kehrte Holzbecher Hertha den Rücken und wechselte zu den Reinickendorfer Füchsen. Dort blieb er drei Jahre, bevor er 1998 zum FC Spandau 06 ging. In Spandau spielte er bis zu seinem Karriereende 2006.

## Internationale Karriere
Oliver Holzbecher kam sowohl für die U-15 als auch die U-18 der BRD zum Einsatz.

## Privates
Der gelernte Kommunikations-Elektroniker Holzbecher war nach seiner Fußballerlaufbahn bei Air Berlin angestellt.